# Вејко
Вејко (енгл. Waco) град је у америчкој савезној држави Тексас. По попису становништва из 2010. у њему је живело 124.805 становника.

## Демографија
Према попису становништва из 2010. у граду је живело 124.805 становника, што је 11.079 (9,7%) становника више него 2000. године.
|                   | 2010.            | 2000.            |
| Укупно            | 124 805 (100,0%) | 113 726 (100,0%) |
| Белци             | 57 217 (45,85%)  | 58 096 (51,08%)  |
| Хиспаноамериканци | 36 947 (29,60%)  | 26 885 (23,64%)  |
| Афроамериканци    | 26 856 (21,52%)  | 25 754 (22,65%)  |
| Азијати           | 2 206 (1,768%)   | 1 567 (1,378%)   |
| Остали            | 1 579 (1,265%)   | 1 424 (1,252%)   |